# Zestoa
Zestoa (amtlicher und baskischer Name, spanisch: Cestona) ist ein Dorf und eine Gemeinde in der Provinz Gipuzkoa in der spanischen Autonomen Gemeinschaft Baskenland mit 3.838 Einwohnern (Stand: 2024). Die Gemeinde besteht neben dem Hauptort Zestoa aus den Ortschaften Aizarna, Akua, Arrona de Abajo (bask.: Arroa Bekoa oder Arroabea), Arrona de Arriba (Arroa Goikoa oder Arroagoia), Bedua, Endoya (Endoia), Etorra, Ibañarrieta, Iraeta, Lasao, Narrondo und Txiriboga. 

## Geographie
Zestoa liegt im Norden der iberischen Halbinsel etwa 35 Kilometer westsüdwestlich von Donostia-San Sebastián und etwa 70 Kilometer östlich von Bilbao in einer Höhe von ca. 70 m. Durch die Gemeinde fließt der Urola. 
Das Klima ist wegen der Nähe zur Küste noch stark vom Seeklima mit gemäßigten Sommern und milden Wintern geprägt.

## Bevölkerungsentwicklung
| Jahr      | 1970 | 1981 | 1991 | 2001 | 2011 | 2021 |
| Einwohner | 4384 | 3778 | 3383 | 3138 | 3655 | 3769 |

## Sehenswürdigkeiten

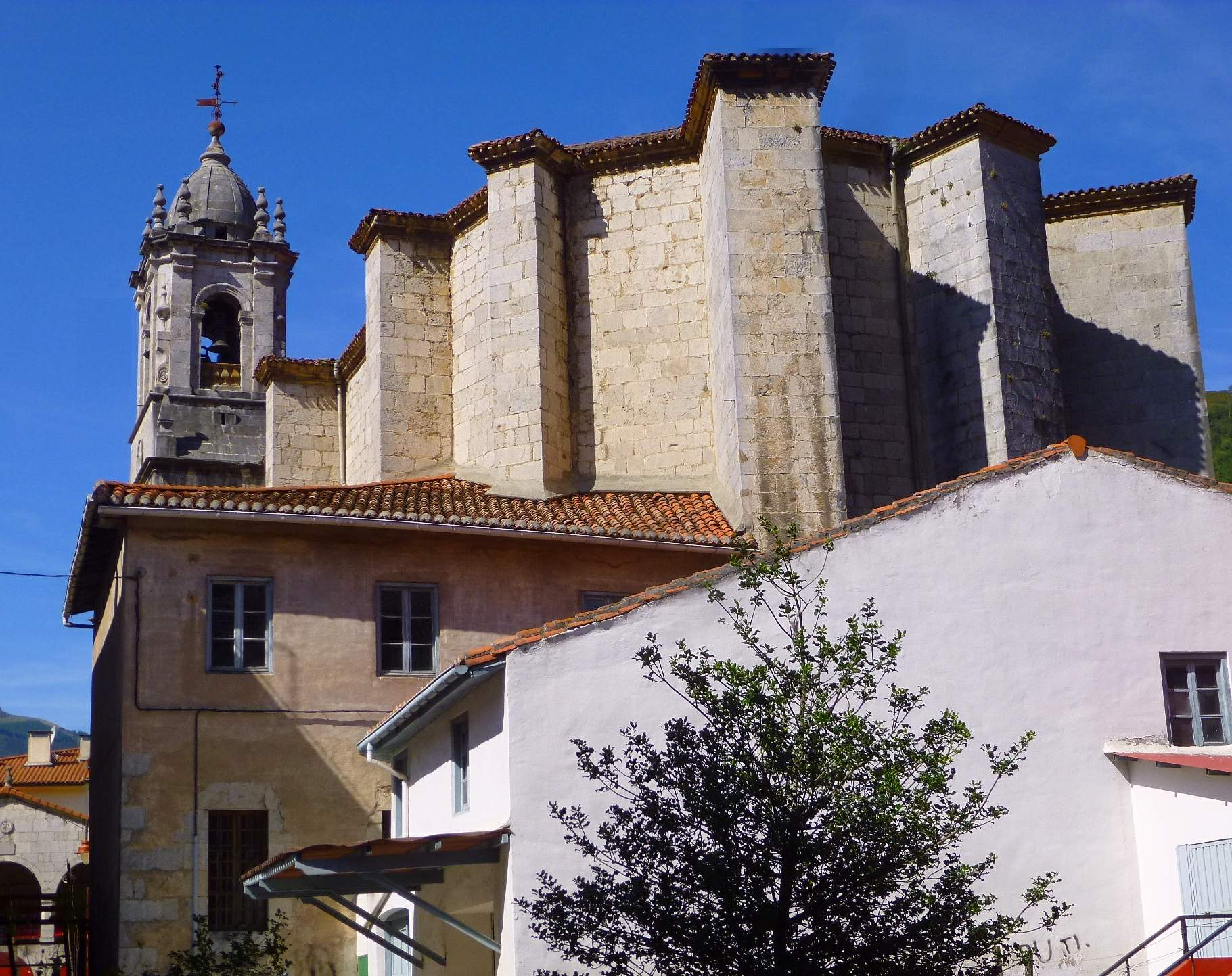
Kirche Mariä Geburt
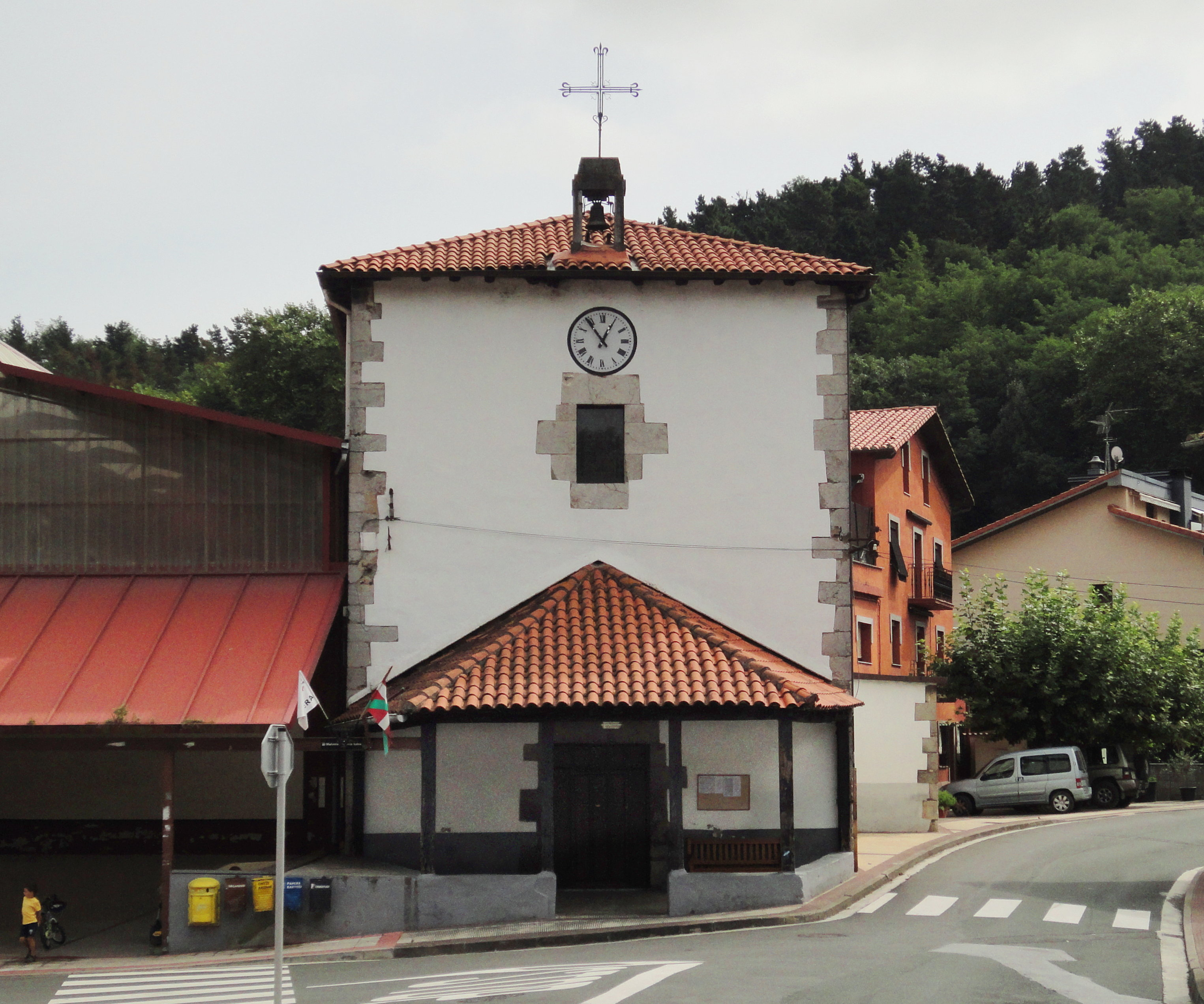
Kirche Santa Ines
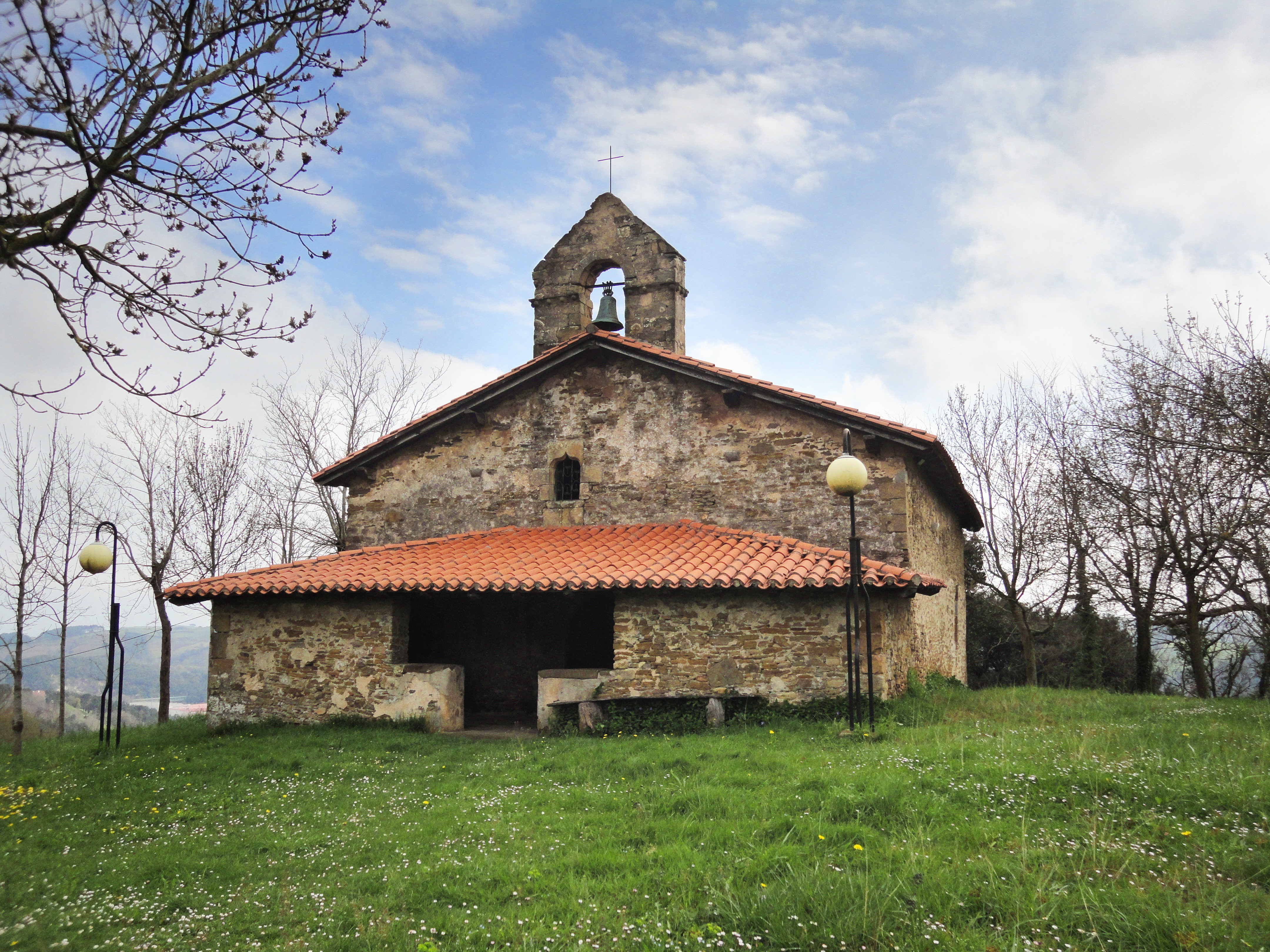
Laurentiuskapelle
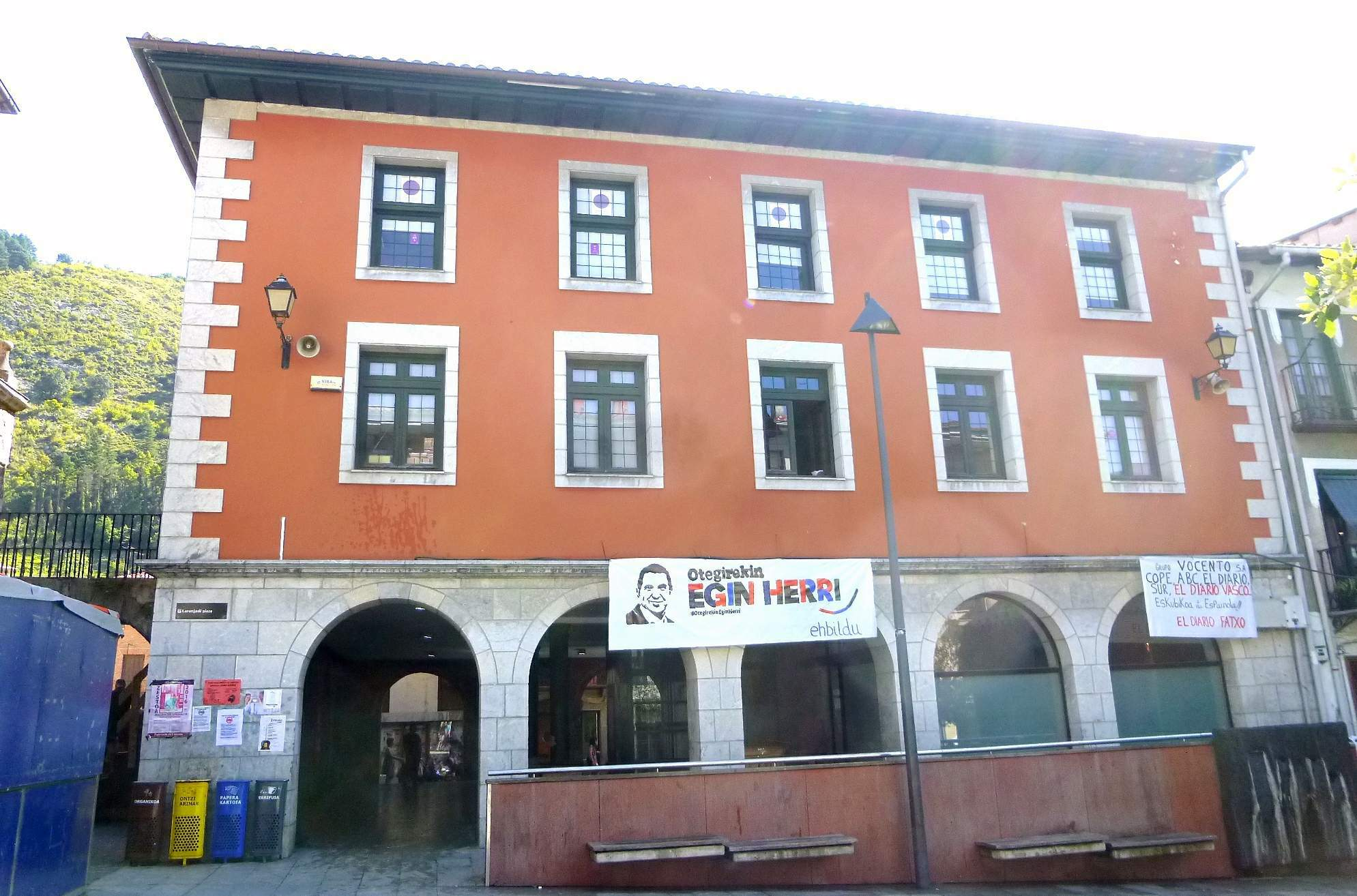
Rathaus

- Kirche Mariä Geburt
- Kirche Santa Ines
- Laurentiuskapelle
- Rathaus

## Söhne und Töchter der Stadt
- Jesús Eguiguren (* 1954), Jurist und Politiker (PSOE-EE), baskischer Parlamentspräsident
- Felix Izeta Txabarri (* 1961), Schachgroßmeister
- Aitor Osa (* 1973), Radrennfahrer